# Szwenk

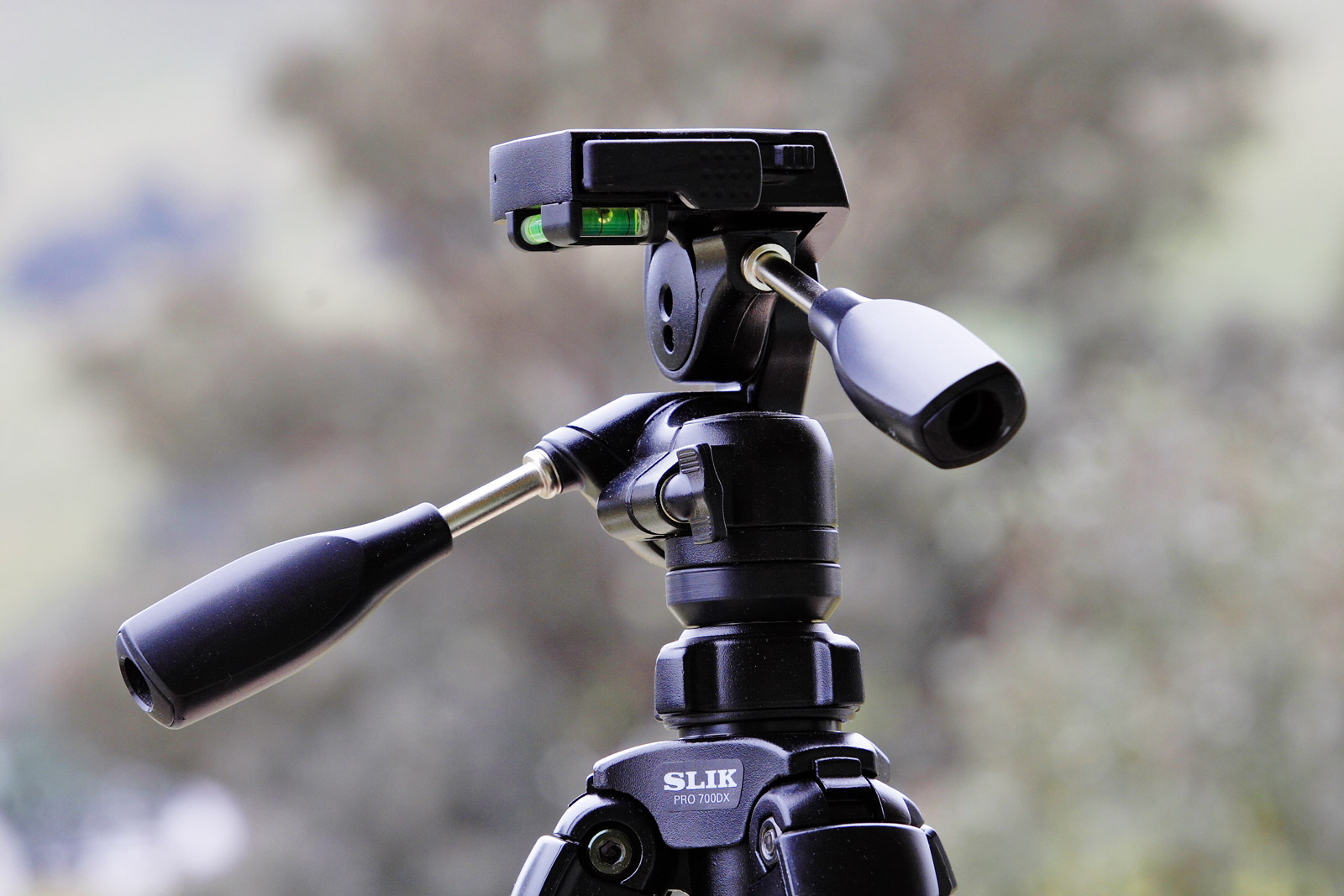
Głowica statywu wyposażona w podwójny szwenk

Szwenk (z niem. schwenken „odchylać, wywijać, zmieniać kierunek”) – zwrot używany w żargonowej terminologii filmowej.
- Jest to ruch kamerą, najczęściej najazd, odjazd, panorama lub np. ruch prowadzący do rozmazania obrazu[1].
- W żargonie operatorów może również oznaczać filmowanie kamerą „z ręki”.
- „Szwenkrączka” to także nazwa rączki głowicy statywu, na której zamontowana jest kamera, umożliwiająca operatorowi wykonywanie pożądanego ruchu.

Od tego słowa pochodzi żargonowe określenie operatora kamery – szwenkier.